# Петър Пешев
Петър Иванов Пешев е български политик, юрист и публицист. Той е един от водачите на Радославистката партия и заема постовете министър на правосъдието (1894, 1899-1900, 1913) и министър на народното просвещение (1913-1918).
Петър Пешев е по-малък брат на революционера Стефан Пешев (1854-1876).

## Биография
Петър Пешев е роден на 8 август (27 юли стар стил) 1858 г. в Севлиево. Учи в Петропавловската семинария в Лясковец през 1874-1876 г., след което за кратко е учител в родния си град. Завършва гимназия в Николаев (1878-1880) и право в Московския университет (1880-1884). От 1884 до 1887 г. е чиновник в Министерството на правосъдието, след което е адвокат в Севлиево (1887-1899) и София (1901-1919). От 1884 г. е действителен член на Българското книжовно дружество. От 1910 до 1912 г. е председател на Софийския адвокатски съюз.
Като един от водачите на Радославистката партия, Петър Пешев е народен представител от 1893 до 1919 г. с едно прекъсване през 1896-1899 г. и участва в повечето правителства на партията. Той е министър на правосъдието в правителствата на Константин Стоилов (1894), Димитър Греков (1899), Тодор Иванчов (1899-1900) и Васил Радославов (1913) и министър на народното просвещение в кабинета на Васил Радославов (1913-1918), управлявал по време на Първата световна война. По тази причина през 1923 г. е осъден от Третия държавен съд на доживотен затвор, но е амнистиран през 1924 г.
Петър Пешев умира в София на 19 януари 1931 г.

## Памет
На Петър Пешев и братята му е наречена улица „Братя Пешеви“ в кварталите „Подуяне“ и „Христо Смирненски“ в София (Карта).